# Aviario
Un tipo particolare di bestiario è quello che comprende i soli uccelli ed è quindi detto aviario dal termine latino avis, uccello.
Anche se può sembrare che tale distinzione non rivesta grande importanza, bisogna considerare che nel medioevo era molto diffusa tra le classi nobili la falconeria. Di qui l'esigenza di conoscenze approfondite sull'argomento.
Tra i manoscritti più celebri di questa tradizione si può citare il De arte venandi cum avibus (sull'arte di cacciare con gli uccelli), opera di Federico II di Svevia. Tale opera è oggi conservata nel manoscritto illustrato conservato presso la Biblioteca Vaticana (Codice Vaticano Palatino Latino 1071).